# フラバァ・デラックス
『フラバァ・デラックス』（原題：Son of Flubber）は、1963年に公開されたウォルト・ディズニー・プロダクション製作のアメリカ映画。別題は『新フラバー』。1961年に公開された『うっかり博士の大発明 フラバァ』の続編である。出演はフレッド・マクマレイなど。

## キャスト
| 役名                       | 俳優                       | 日本語吹き替え |
| -------------------------- | -------------------------- | -------------- |
| ネッド・ブレイナード教授   | フレッド・マクマレイ       | 羽佐間道夫     |
| ベッツィ・カーライル       | ナンシー・オルソン         | 高島雅羅       |
| アロンゾ・P・ホーク        | キーナン・ウィン           | 藤本譲         |
| A・J・アレン               | エド・ウィン               | 峰恵研         |
| マードック裁判長           | チャールズ・ラグルス       | 石森達幸       |
| ハーカー氏                 | ボブ・スウィーニー         | 嶋俊介         |
| スポーツキャスター         | ポール・リンド             | 西村知道       |
| ビフ・ホーク               | トミー・カーク             | 松本保典       |
| ルーファス・ダガット学長   | レオン・エイムズ           | 村松康雄       |
| ハーリー                   | ケン・マーレイ             | 筈見純         |
| シェルビー・アシュトン教授 | エリオット・リード         | 江原正士       |
| 国防長官                   | エドワード・アンドリュース | 加藤正之       |
| ハンフリー・ハッカー       | レオン・タイラー           | 小室正幸       |
| レックス・ウィリアムズ     | ジョー・フリン             | 吉水慶         |

その他：秋元羊介、糸博

## スタッフ
- 監督：ロバート・スティーヴンソン
- 製作：ウォルト・ディズニー
- 脚本：ビル・ウォルシュ、ドン・ダグラディ
- 原案：サミュエル・W・テイラー
- 撮影：エドワード・コールマン
- 音楽：ジョージ・ブランズ
- 編集：コットン・ウォーバートン